# Evitarea impactului cu asteroizi
Evitarea impactului cu asteroizi cuprinde metodele după care obiecte din apropierea Pământului (OAP) pe o traiectorie potențială de coliziune cu Pământul ar putea fi deviate, prevenind evenimente de impact destructive. Un impact cu un asteroid suficient de mare sau alte OAP ar cauza, în funcție de locul impactului, tsunamiuri masive sau furtuni de foc multiple, și o iarnă de impact cauzată de efectul de blocare a razelor solare de cantități mari de praf de roci pulverizate și alte particule plasate în stratosferă.